# Голокринові залози

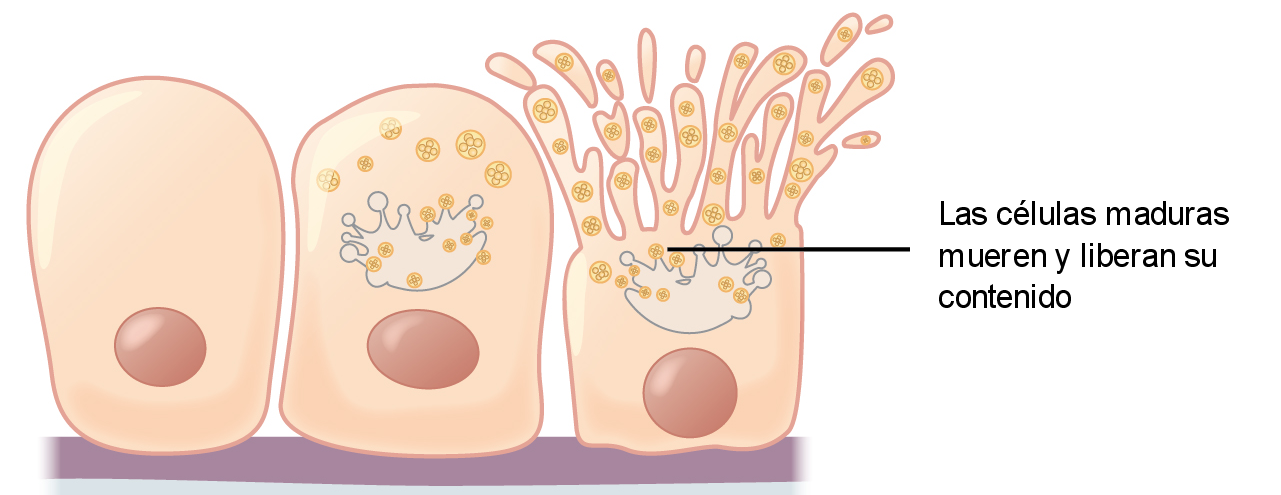
Будова клітин голокринової залози

Голокринові залози — це екзокринні залози, клітини яких у ході секреції повністю руйнуються і їх вміст перетворюється на секрет. У голокринових залозах постійно присутній шар малодиференційованих клітин, які постійно діляться, за рахунок них відбувається поповнення втрат клітин. Прикладом голокринової залози є сальна залоза шкіри. Припускають, що розподіл клітин та здатність клітин сальних залоз утворювати жир є незалежними процесами. У куприковій залозі птахів голокринна секреція реалізується головним чином за допомогою апоптозу.